# Manderscheider Burgen

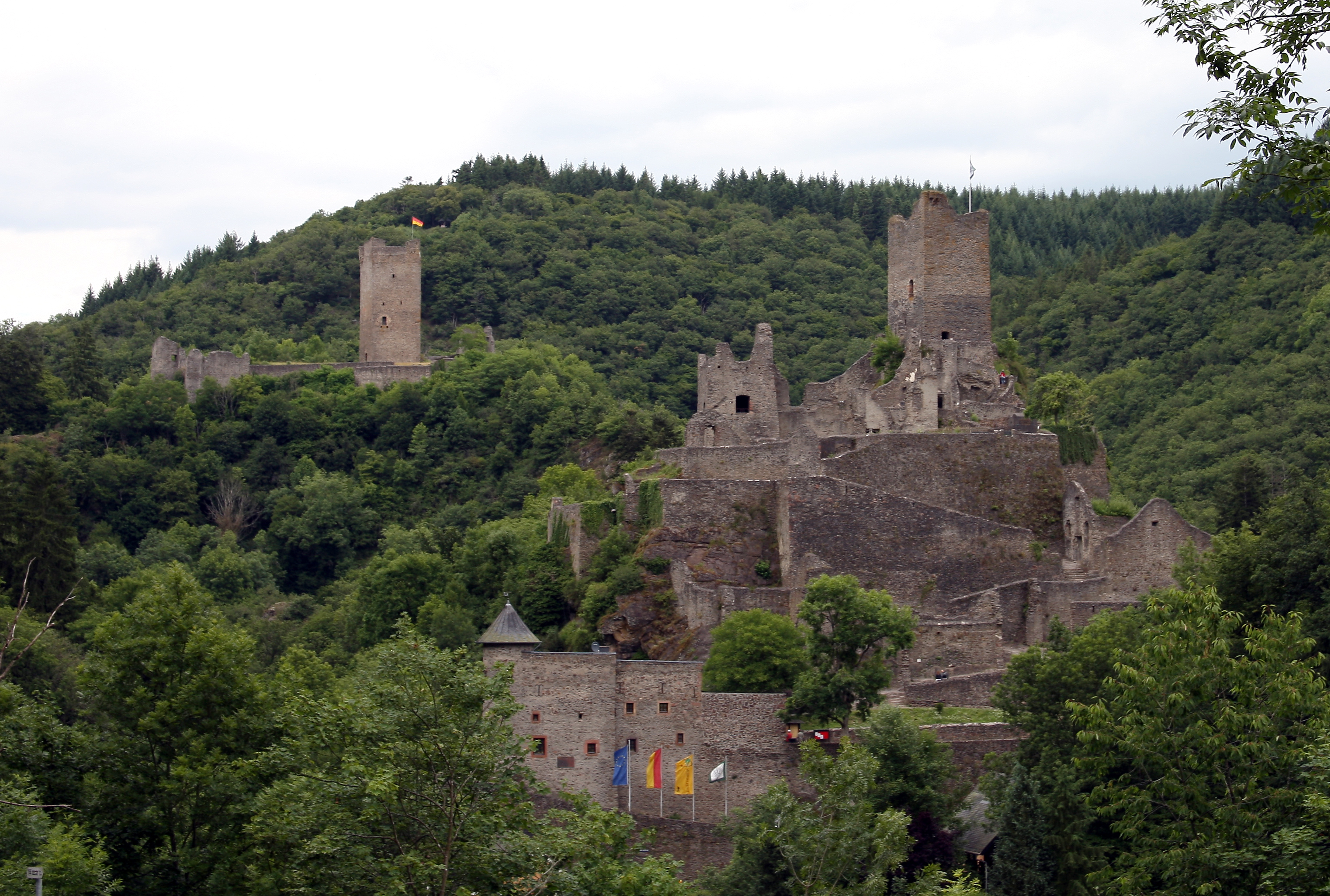
Die Burgen aus südwestlicher Richtung (links Oberburg; rechts Niederburg)

Nahe der Eifelstadt Manderscheid befinden sich die Ruinen zweier Burgen, deren Geschichte und Lage zueinander den mittelalterlichen Interessenkonflikt zwischen dem Kurfürstentum Trier und dem Herzogtum Luxemburg widerspiegeln.

## Die Oberburg

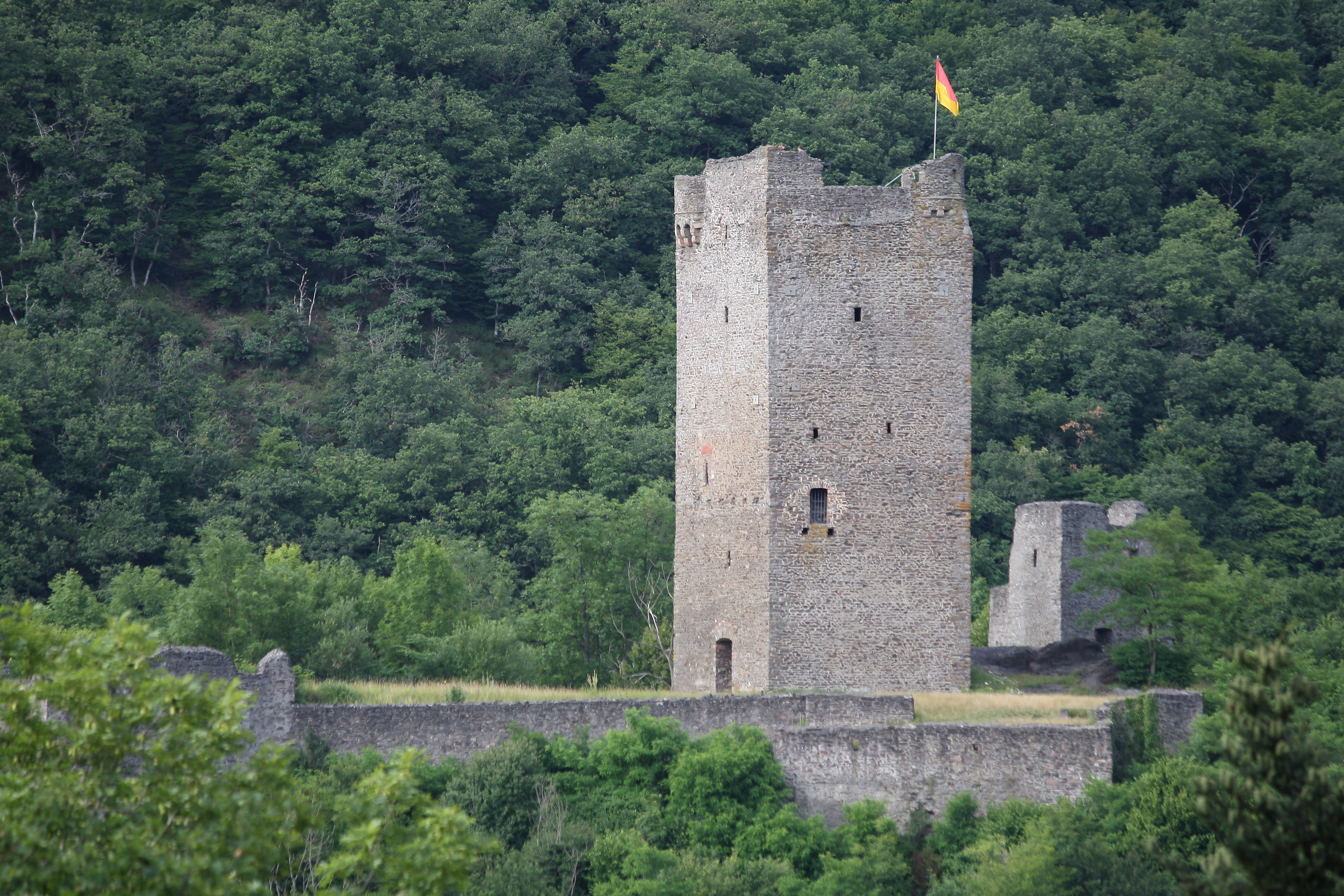
Ruine der Oberburg

Die Oberburg befindet sich auf einer zu ihrem Bau abgeflachten Bergspitze. Sie besaß, wie heute noch an den Ruinen zu erkennen ist, eine fast dreieckig angelegte Außenmauer und einen inzwischen wieder begehbar gemachten fünfstöckigen Bergfried. Vom Bergfried aus hat man eine hervorragende Aussicht auf die Niederburg, die Stadt Manderscheid und die Landschaft des Liesertals.
Erstmals belegt ist der Ortsname Manderscheid in einer Schenkungsurkunde Ottos II. an den Erzbischof von Trier aus dem Jahr 973. Hiermit geht nicht, wie in der Literatur mehrfach zu lesen, die Erstnennung der Burg einher. Sie wird historisch erst während der um die Abtei St. Maximin vor Trier geführten Fehde zwischen Graf Heinrich dem Blinden von Namur-Luxemburg und Erzbischof Albero von Trier, zwischen 1141 und 1146, fassbar. Die Edelfreien von Manderscheid erscheinen erstmals 1142 in der Zeugenliste einer Schenkungsurkunde. Der Ort Obermanderscheid wurde im 14. Jahrhundert namensgebend für das kurtrierische Amt Manderscheid, das bis Ende des 18. Jahrhunderts bestand. Allerdings befand sich der Verwaltungssitz nicht auf der Burg, sondern in der Kellerei des benachbarten Ortes, dem Kurfürst Balduin 1332 Stadtrechte verlieh (nach anderen Quellen tat dies König Ludwig der Bayer im Rahmen eines Sammelprivilegs). Die hiesigen Besitzungen des Kurfürsten von Trier stellten quasi einen Brückenkopf im sie umgebenden luxemburgischen Hoheitsgebiet dar. 1673 wurde die Burg, immer noch im Besitz Kurtriers, endgültig von französischen Truppen zerstört.
Heute: Die Ruine der Oberburg wurde 1921 von der Gemeinde Manderscheid, in deren Besitz sie sich befindet, grundlegend hergerichtet und ist frei zugänglich.

## Die Niederburg
Die Niederburg liegt auf einem Felsen im Liesertal unterhalb der Oberburg in Steinwurfweite zu dieser. Sie ist aber durch das Flüsschen Lieser, das die Niederburg von drei Seiten umgibt, von der Oberburg getrennt. Diese Tallage hatte einst den Vorteil, den Verkehr kontrollieren und im Konfliktfall absperren zu können.
1173 (nach anderen Quellen 1133) findet die Niederburg erstmals urkundliche Erwähnung. Sie ist der Stammsitz des für die Eifel (und teilweise darüber hinaus) im Mittelalter bedeutend gewordenen Geschlechts der Herren von Manderscheid, die hier als Vögte der Abtei Echternach auf luxemburgischem Hoheitsgebiet regierten. Der Abtei waren im Laufe der Zeit große Gebiete des Gaus Bedense (Bitburg), einschließlich des Teilortes Niedermanderscheid, aus königlichem Besitz geschenkt worden.
Ein erheblicher Ausbau der Burg und der Befestigungsanlagen erfolgte unter Wilhelm V. von Manderscheid, der sie auch über den Teilort Niedermanderscheid ausdehnte.
Von 1346 bis 1348 erfuhr die Burg eine Belagerung durch Truppen des bereits genannten Kurfürsten Balduin von Trier, die sie aber uneingenommen überstand.
1457 schließlich wurde Dietrich III. von Manderscheid der Reichsgrafentitel verliehen. Er hatte drei Söhne, so dass sich nach seinem Tode das Manderscheider Geschlecht entsprechend den ihnen zugefallenen Teilen des ursprünglichen Herrschaftsgebietes in die Linien Manderscheid-Kail (Sohn Wilhelm), Manderscheid-Schleiden (Sohn Cuno) und Manderscheid-Blankenheim (Sohn Johann) aufteilte. Die Niederburg verblieb im Besitz der Herren von Manderscheid-Blankenheim, die sie allerdings, nicht mehr von ihnen bewohnt, verfallen ließen. Als letzte aus der Linie Manderscheid-Blankenheim regierte Gräfin Augusta, bevor sie mit ihrer Familie 1794 vor den herannahenden französischen Truppen auf die Ländereien ihres Ehemannes, des Grafen von Sternberg, nach Böhmen fliehen musste. Die wohl in Teilen bereits verfallene Burg wurde endgültig aufgegeben und in der Folge von den Franzosen auf Abbruch versteigert.
Die Ruine der Niederburg befindet sich seit dem 1. Januar 2018 im Besitz der Stadt Manderscheid. Die Stadt hat den Betrieb und die Verwaltung der beiden Burgen an den Burgenverein Manderscheid e.V. verpachtet. Der Verein ist für den Betrieb, die Verwaltung und die Vermarktung der Ober- und Niederburg verantwortlich. Die Niederburg kann – in den Sommermonaten täglich (außer dienstags) – besichtigt werden. Gruppenführungen sind auf Anfrage möglich. Die Burg kann auch für private Veranstaltungen (z. B. Trauungen) gebucht werden. Am letzten Augustwochenende jedes Jahres findet ein Mittelalterfest auf der Burg und der angrenzenden Turnierwiese statt, zu dem sich etwa 15.000 Besucher einfinden.
Beide Burgen sind Gegenstand von Werken der bildenden Kunst. Von Eugen Bracht gibt es je ein Gemälde von jeder Burg, die auf unterschiedlichen Reisen entstanden.

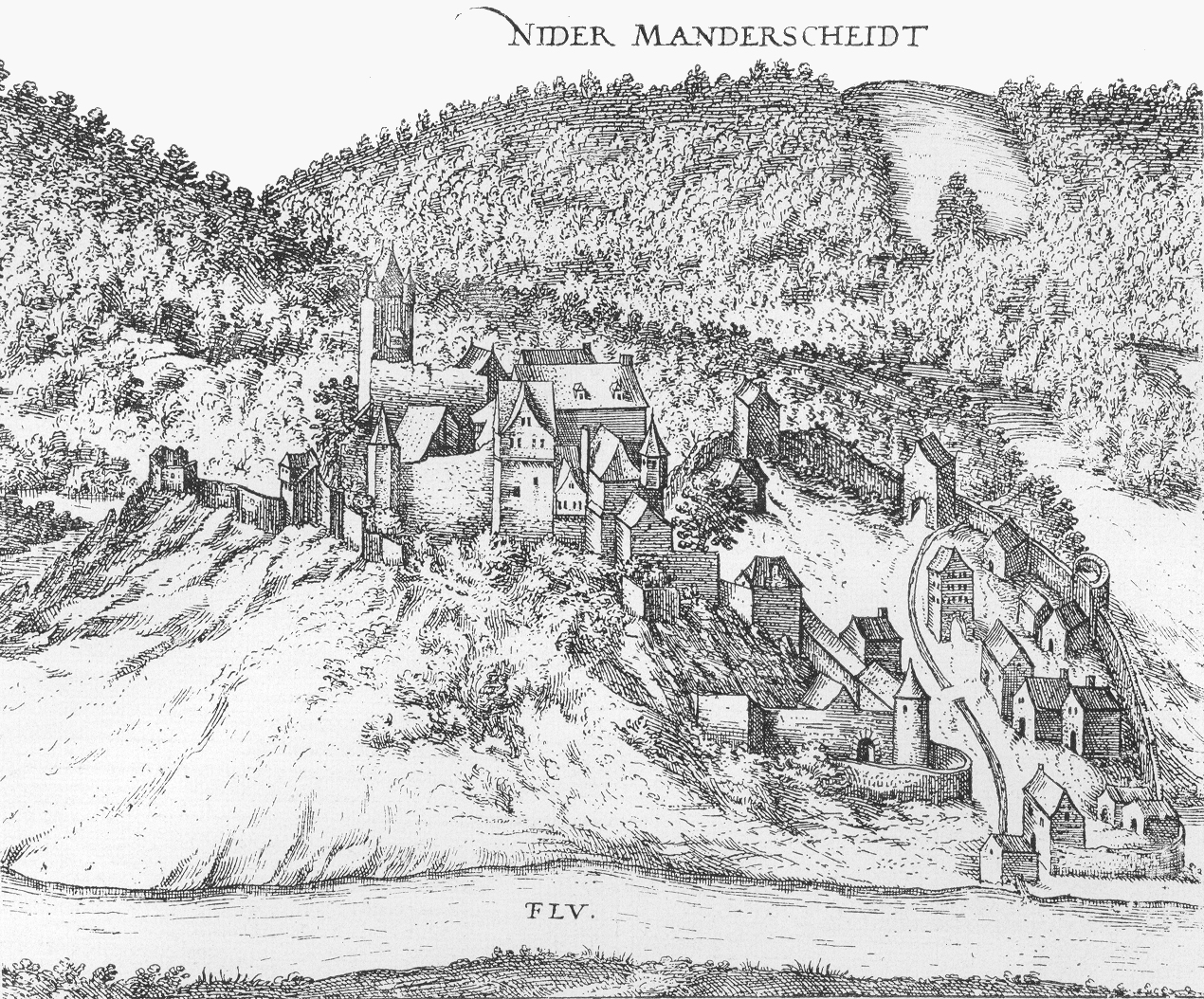
Niederburg: Stich von Frans Hogenberg, 1576
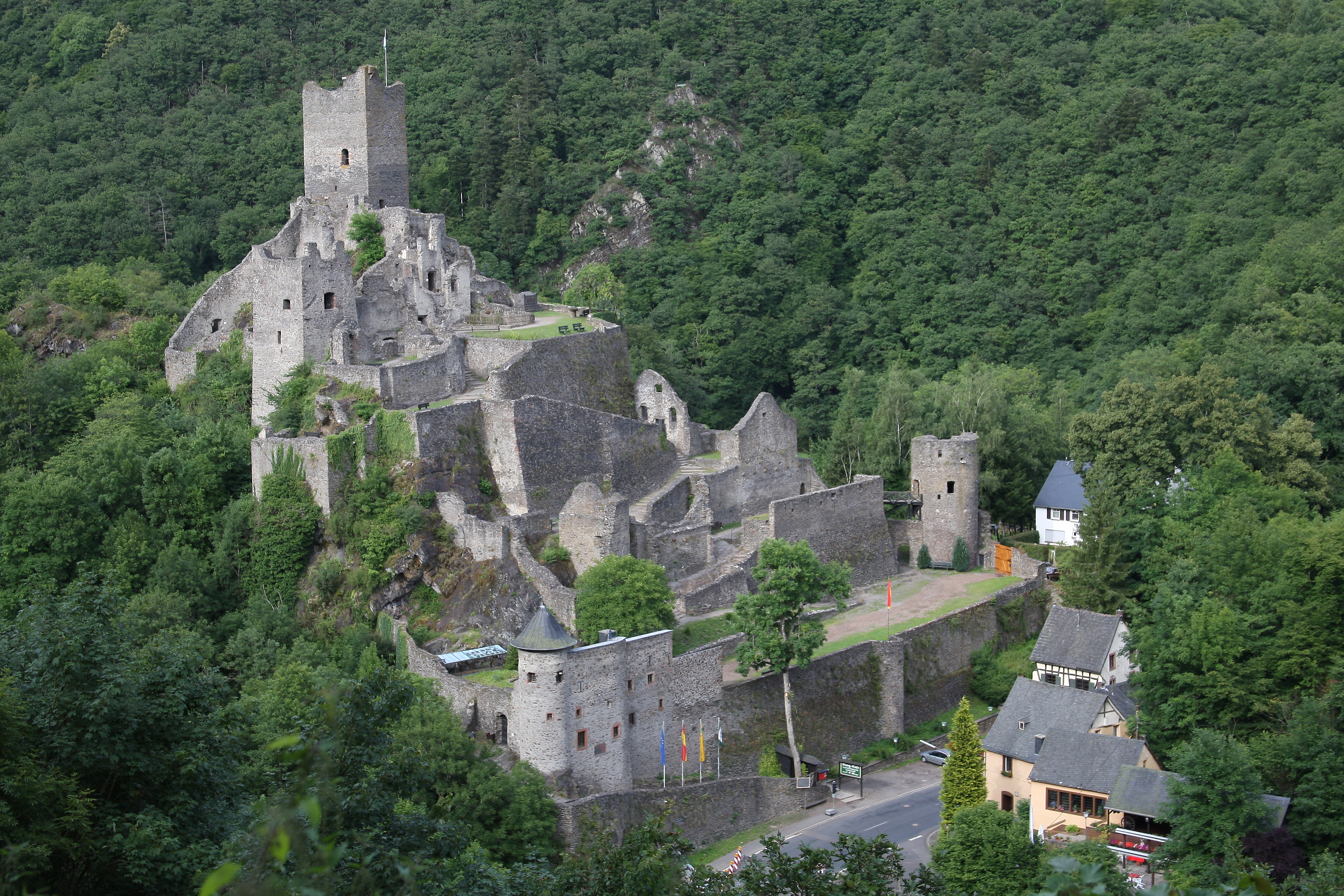
Ruine der Niederburg
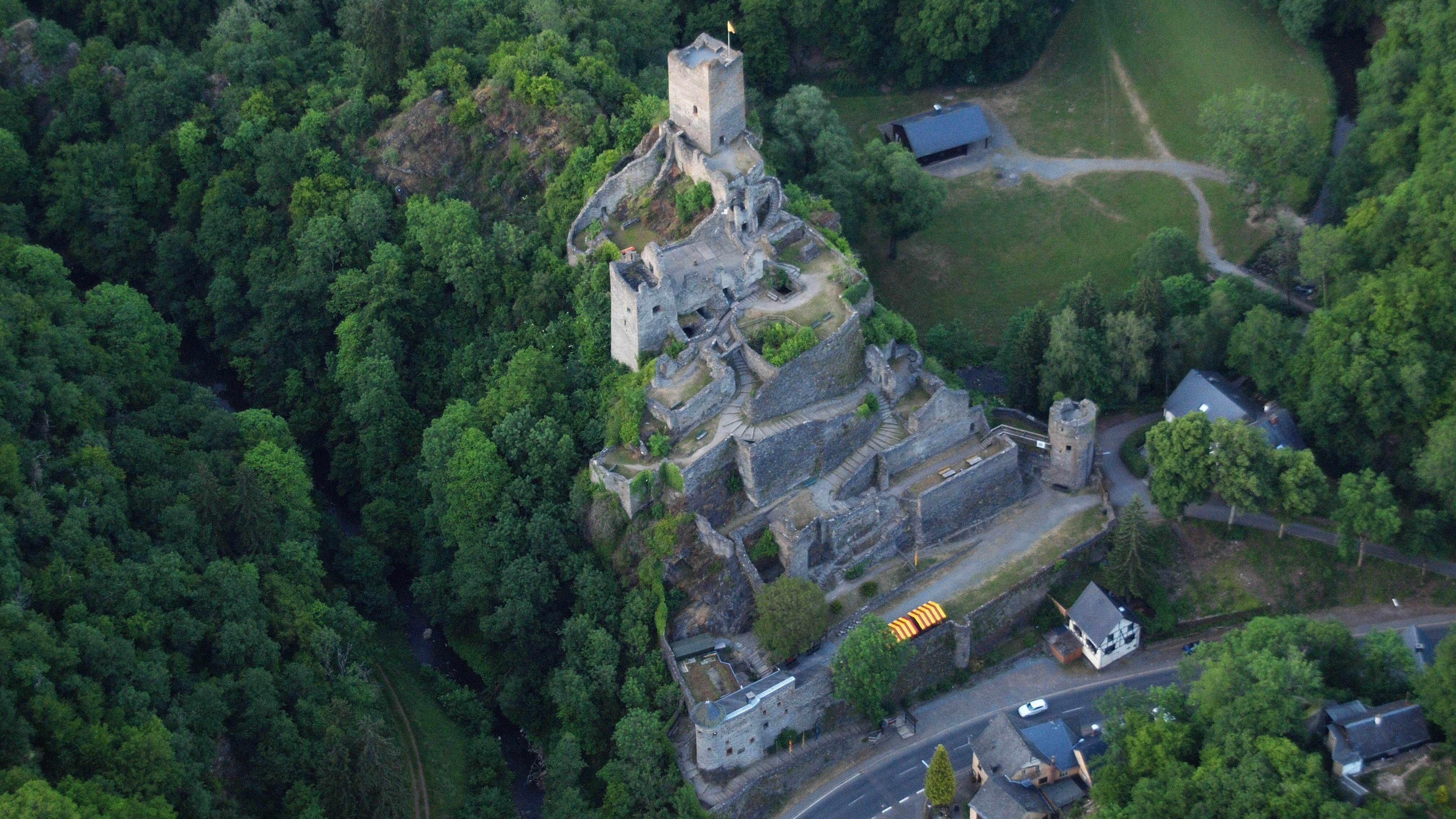
Niederburg, Luftaufnahme (2015)
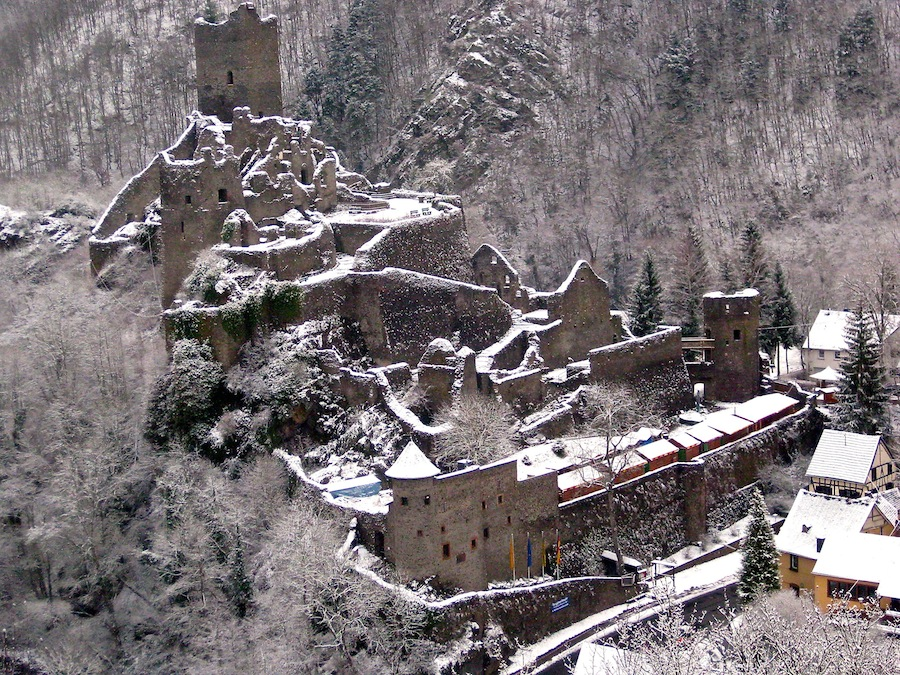
Die Niederburg im Winter